# Eduard von Schenk
Eduard von Schenk, född den 10 oktober 1788 i Düsseldorf, död den 26 april 1841 i München, var en tysk statsman och skald.
von Schenk blev 1828 bayersk inrikesminister, men gav genom klerikala förordningar anledning till så stora misshälligheter mellan regeringen och representationen, att han 1832 måste lämna sin befattning; han utnämndes i stället till president i provinsialregeringen i Regensburg. År 1838 återkallades han till München som medlem av statsrådet. von Schenk utgav tre band Schauspiele (1829–1835), bland vilka sorgespelet Belisar är mest framstående, samt författade för övrigt åtskilliga festspel och kantater.